# Unrein
Unrein é o quinto álbum da banda alemã de Neue Deutsche Härte Oomph!. Foi lançado em 23 de fevereiro de 1998 pela Virgin Records.

## História
Foi o primeiro álbum da banda a ser lançado pela Virgin. De acordo com a banda, o interesse da Virgin Records surgiu desde 1995, na turnê do álbum Defekt, porém a Modern Music, empresa que gerenciava a antiga gravadora da banda, a Dynamica, não liberou a banda do contrato que eles tinham nem mesmo se a Virgin pagasse pela multa rescisória. 
Em 23 de janeiro de 1998, a banda lançou o primeiro single do álbum, Gekreuzigt, que ganharam dois videos, um da versão original, e outro da versão remixada. 
Em 27 de abril de 1998 foi lançado o segundo e último single do álbum, Unsere Rettung que contou com uma versão alternativa e duas faixas inéditas.

## Tema e estilo
O tema do álbum é sobre a fé e a igreja. Em uma entrevista posterior, o guitarrista Crap citou que "todo o álbum é apenas sobre o assunto da igreja".
Neste álbum a banda traz uma variação de estilos, trazendo elementos do Rock progressivo, Speed metal e da música experimental. Em algumas músicas, Dero utiliza o gutural.
Nas músicas "My Hell", "(Why I'll Never be) Clean Again" e "Meine Wunden" foram usados trechos da dublagem em alemão dos filmes Carlito's Way e The Prophecy.

## Edições
O álbum foi relançado na Europa em 2010 pela Columbia Records, e em 2019 pela Napalm Records. Na versão de 2019 as duas músicas extras do single de Unsere Rettung foram incluídas no álbum.

## Faixas
| N.º            | Título                            | Duração |  |
| 1.             | "Mutters Schoß"                   | 1:12    |  |
| 2.             | "Unsere Rettung"                  | 5:04    |  |
| 3.             | "Die Maske"                       | 6:06    |  |
| 4.             | "My Hell"                         | 5:19    |  |
| 5.             | "Gekreuzigt"                      | 4:22    |  |
| 6.             | "Zero Endorphine" (Instrumental)  | 3:06    |  |
| 7.             | "Willst du mein Leben entern?"    | 4:20    |  |
| 8.             | "(Why I'll Never be) Clean Again" | 5:28    |  |
| 9.             | "Unrein"                          | 5:51    |  |
| 10.            | "Anniversary"                     | 4:51    |  |
| 11.            | "Foil"                            | 4:31    |  |
| 12.            | "Bastard"                         | 6:51    |  |
| 13.            | "Another Disease"                 | 5:30    |  |
| 14.            | "Meine Wunden"                    | 7:15    |  |
| Duração total: | Duração total:                    | 1:09:45 |  |

- Faixas bônus da edição de 2019

| N.º | Título                    | Duração |  |
| 15. | "This Time"               | 4:35    |  |
| 16. | "Monolith" (Instrumental) | 4:19    |  |

## Críticas profissionais
| Críticas profissionais | Críticas profissionais |
| Avaliações da crítica  | Avaliações da crítica  |
| Fonte                  | Avaliação              |
| ---------------------- | ---------------------- |
| Rock Hard              | [ 5 ]                  |
| Sputnikmusic           | [ 6 ]                  |
| Metal.de               | [ 7 ]                  |
| Metal Storm            | [ 8 ]                  |

## Desempenho nas paradas
| Paradas (1998)                        | Melhor posição |
| ------------------------------------- | -------------- |
| Alemanha (Offizielle Deutsche Charts) | 37             |
| Áustria (Ö3 Austria Top 40)           | 38             |

## Histórico de lançamento
| País           | Data                    | Gravadora            | Formato                             | Catálogo                 |
| -------------- | ----------------------- | -------------------- | ----------------------------------- | ------------------------ |
| Alemanha       | 23 de fevereiro de 1998 | Virgin Schallplatten | CD                                  | 724384546328             |
| União Europeia | 4 de junho de 2010      | Columbia Records     | CD                                  | 88697 70021 2            |
| União Europeia | 6 de agosto de 2019     | Napalm Records       | CD, LP, Download digital, Streaming | NPR 864 JC NPR 864 VINYL |

## Créditos
- Jor - arte, design, gerência, foto;
- Lennard Nillson - foto (capa);
- Mathias Bothor - foto (banda);
- Next Level - gerência;
- Crap - guitarras, teclados;
- Flux - Mixagem, guitarra, samplers;
- Dero Goi - vocais, bateria;
- Oomph! - produção, música, letras, gravação, mixagem;

- Gravado e mixado no Nagelstudio;
- Masterizado no MSM Studios, Munique;